# باتری نیکل– هیدرید فلز

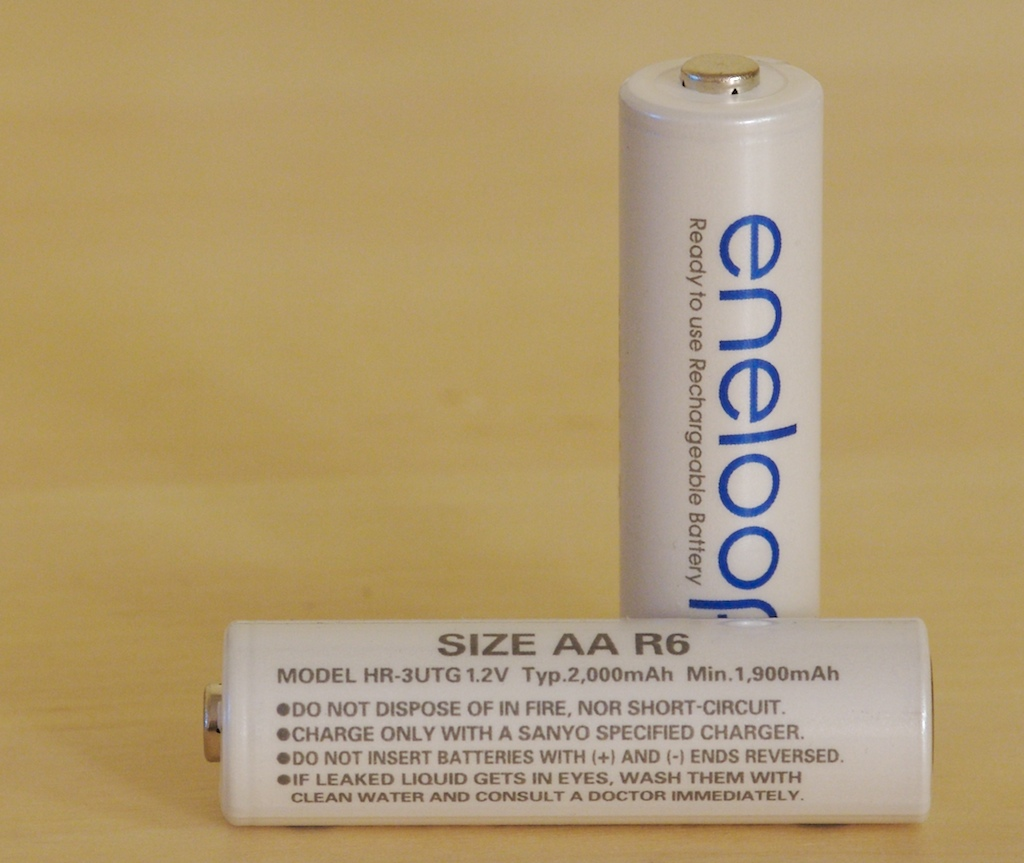
نمونه‌ای از باتری نیکل– هیدرید فلز در سایز قلمی

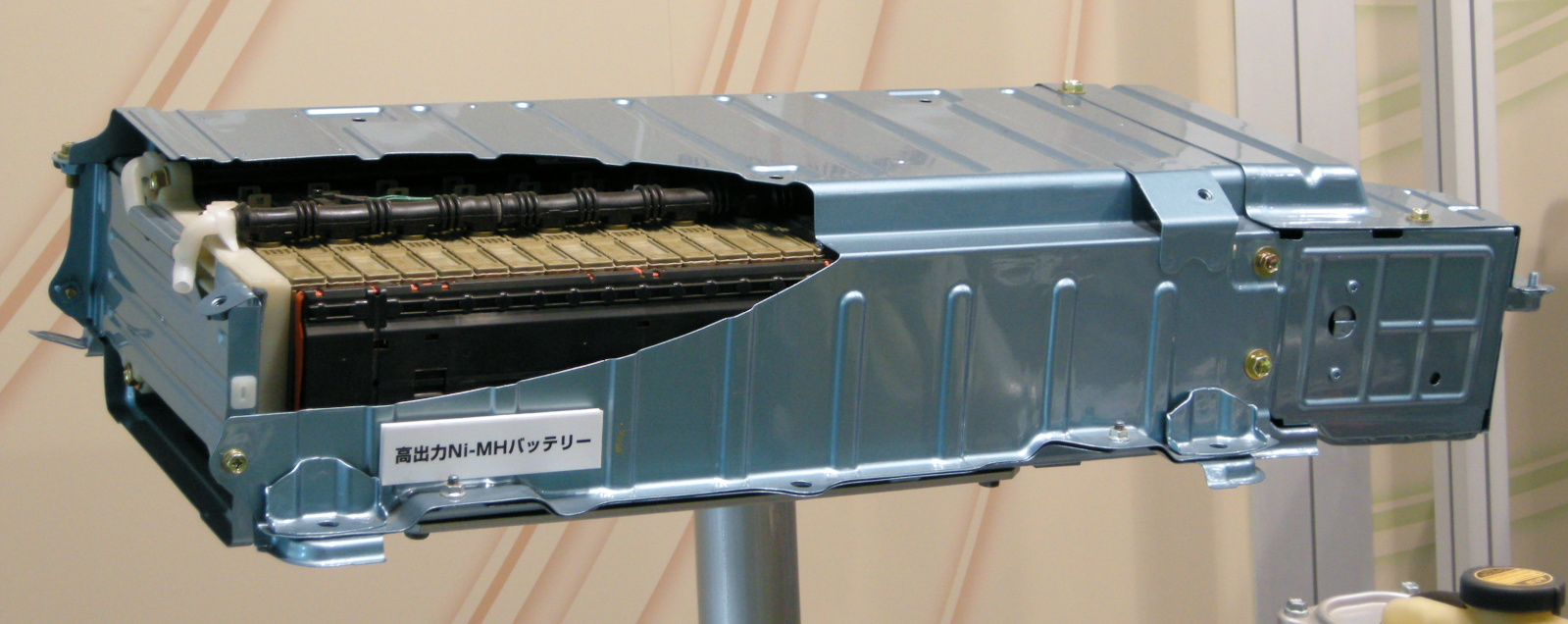
یک نمونه از باتری NiMH طراحی شده جهت استفاده در تویوتا پریوس، ژاپن

باتری‌های نیکل– هیدرید فلز(به انگلیسی: Nickel–metal hydride battery) (مخفف انگلیسی: NiMH یا Ni–MH) گونه‌ای از باتری‌های قابل شارژ هستند که شباهت زیادی با باتری‌های نیکل-کادمیمی دارند. در این باتری‌ها الکترود مثبت از جنس نیکل اکسی هیدروکسید (مانند باتری‌های نیکل-کادمیمی) و الکترود منفی از جنس آلیاژ جذب‌کننده هیدروژن (به جای کادمیم) استفاده شده‌است. این نوع باتری در قیاس با نوع نیکل-کادمیم، می‌تواند دو تا سه برابر ظرفیت بیشتری داشته باشد. همچنین نخستین بار این نوع پیل در سال ۱۹۸۹ میلادی به صورت تجاری به بازار عرضه شد.

## واکنش‌های الکتروشیمیایی
- نیم واکنش الکترود مثبت:

Ni(OH)2 + OH−  NiO(OH) + H2O + e−
- نیم واکنش الکترود منفی:

H2O + M + e−  OH− + MH